# Costel Pantilimon
Costel Fane Pantilimon (Bákó, 1987. február 1. –) román labdarúgókapus, az Omónia Lefkoszíasz játékosa kölcsönben a Nottingham Forest csapatától. 203 cm-es termetével az angol Premier League történelmének legmagasabb labdarúgója.

## Pályafutása

### Kezdetek
Costel Pantilimon pályafutását szülővárosában, az Aerostar Bacău csapatánál kezdte.

### Politehnica Timișoara
2006. február 1-jén a Politehnica Timișoara együttese igazolta le cserekapusként, ugyanis a csapat első számú halóőre Marius Popa volt. 2008 májusában a klub tulajdonosa, Marian Iancu eladta Popát, így Pantilimon lépett a helyére. A román élvonalban egy Dinamo București elleni mérkőzésen debütált 2007 márciusában.
2009. október 17-én a Ceahlăul Piatra Neamț elleni mérkőzésen csapatkapitányként lépett pályára, miközben Dan Alexa, Gigel Bucur és a Karamjan fivérek is csak a cserepadon kaptak helyett.
Az UEFA-kupa-címvédő Sahtar Doneck elleni Bajnokok Ligája-selejtező mindkét mérkőzését végigjátszotta.

### Manchester City
Pantilimon kölcsönjátékosként érkezett az angol élvonalbeli Manchester City  együtteséhez 2011. augusztus 11-én. Egy teljes idényre kötelezte el magát Joe Hart cseréjeként, mivel Shay Given távozását követően az angol válogatott kapusa lett a világoskék csapat első számú hálóőre.
2011. szeptember 21-én mutatkozott be először a Birmingham City elleni ligakupa-mérkőzésen, majd a Wolverhampton Wanderers ellen is ő védte a csapat kapuját. A Manchester City 5–2-es sikert ért el. Az Arsenal elleni ligakupa-nyolcaddöntőn megkapta a „mérkőzés embere”-címet, mivel teljesítményével nagyban hozzájárult az Emirates Stadionban elért 1–0-s sikerhez.
2011. december 2-án kezdőként lépett pályára Manchester United elleni FA-kupa-találkozón. Kivédte Wayne Rooney tizenegyesét, de csapata így is 3–2-es vereséget szenvedett a városi riválistól.
A szezont követően kölcsönszerződése lejárt, a Manchester City azonban 3 millió angol font ellenében leigazolta, és 2016-ig tartó szerződést kötöttek.
A 2012–13-as szezonban az angol kupában kapott lehetőséget.

### Nottingham Forest
2018 januárjában az idény hátralevő részére a Nottingham Foresthez került kölcsönbe.
2020. január 30-án a szezon hátralévő idejére kölcsönbe került a ciprusi Omónia Lefkoszíasz csapatához.

## Válogatott
Pantilimon többszörös román korosztályos válogatott. 2013-ban a felnőtt válogatott kerettagja, melyben 2008. november 19-én mutatkozott be egy Grúzia elleni barátságos mérkőzésen.

## Magánélete
Costal Pantilimon hallássérült, amit siket és nagyothalló szüleitől örökölt.

## Statisztika
2013. március 9-i állapot alapján:
| Klub                  | Szezon            | Liga  | Liga | Kupa  | Kupa | Európa | Európa | Egyéb | Egyéb | Össz. | Össz. | Össz. |
| Klub                  | Szezon            | Mérk. | GN   | Mérk. | GN   | Mérk.  | GN     | Mérk. | GN    | Mérk. | GN    |       |
| --------------------- | ----------------- | ----- | ---- | ----- | ---- | ------ | ------ | ----- | ----- | ----- | ----- | ----- |
| Politehnica Timișoara |                   |       |      |       |      |        |        |       |       |       |       |       |
| 2006–07               | 8                 | 4     | 2    | 1     | 0    | 0      | 0      | 0     | 10    | 5     |       |       |
| 2007–08               | 5                 | 2     | 0    | 0     | 0    | 0      | 0      | 0     | 5     | 2     |       |       |
| 2008–09               | 31                | 12    | 5    | 2     | 2    | 0      | 0      | 0     | 38    | 14    |       |       |
| 2009–10               | 21                | 11    | 0    | 0     | 9    | 4      | 0      | 0     | 30    | 15    |       |       |
| 2010–11               | 28                | 8     | 1    | 0     | 3    | 0      | 0      | 0     | 32    | 8     |       |       |
| Összesen              | Összesen          | 93    | 37   | 8     | 3    | 14     | 4      | 0     | 0     | 115   | 44    |       |
| Manchester City       |                   |       |      |       |      |        |        |       |       |       |       |       |
| 2011–12               | 0                 | 0     | 1    | 0     | 0    | 0      | 4      | 2     | 5     | 2     |       |       |
| 2012–13               | 0                 | 0     | 4    | 4     | 0    | 0      | 1      | 0     | 5     | 4     |       |       |
| Összesen              | Összesen          | 0     | 0    | 5     | 4    | 0      | 0      | 5     | 2     | 10    | 6     |       |
| Pályafutása során     | Pályafutása során | 93    | 37   | 13    | 7    | 14     | 4      | 5     | 2     | 125   | 50    |       |

## Sikerei, díjai
- Manchester City:
  - Angol szuperkupa: 2012
  - Angol ligakupa: 2013–14
  - Angol labdarúgó-bajnokság: 2013–14